# Transmissor de Belmont
O transmissor de Belmont é uma torre de rádio e televisão situada perto da vila de Donington on Bain, perto do mercado Rasen e Louth em Lincolnshire, Inglaterra.
Tem 385 metros, sendo a estrutura a mais alta no Reino Unido.